# Slovaquie aux Jeux olympiques d'hiver de 2022
La Slovaquie  participe aux Jeux olympiques d'hiver de 2022 à Pékin en Chine du 4 au 20 février 2022. Il s'agit de sa huitième participation à des Jeux d'hiver.

## Participation
Aux Jeux olympiques d'hiver de 2022, les athlètes de l'équipe de Slovaquie participent aux épreuves suivantes : 
| Sport            | Hommes | Femmes | Total |
| ---------------- | ------ | ------ | ----- |
| Ski alpin        | 2      | 3      | 5     |
| Biathlon         | 4      | 4      | 8     |
| Bobsleigh        | 0      | 1      | 1     |
| Ski de fond      | 2      | 3      | 5     |
| Hockey sur glace | 25     | 0      | 25    |
| Luge             | 4      | 1      | 5     |
| Snowboard        | 0      | 1      | 1     |
| Total            | 37     | 13     | 50    |

## Médaillés
| Sport     | Discipline    | Athlète(s)   | Performance   | Date      |
| --------- | ------------- | ------------ | ------------- | --------- |
| Ski alpin | Slalom femmes | Petra Vlhová | 1 min 44 s 98 | 9 février |

| Hockey sur glace | Tournoi masculin | \| Branislav Konrád \| \| Samuel Kňažko \| \| Tomáš Jurčo \| \| Peter Zuzin \| \| Patrik Rybár \| \| Martin Marinčin \| \| Miloš Kelemen \| \| \| \| Matej Tomek \| \| Šimon Nemec \| \| Michal Krištof \| \| \| \| Michal Čajkovský \| \| Peter Cehlárik \| \| Kristián Pospíšil \| \| \| \| Peter Čerešňák \| \| Marko Daňo \| \| Pavol Regenda \| \| \| \| Marek Ďaloga \| \| Adrián Holešinský \| \| Miloš Roman \| \| \| \| Martin Gernát \| \| Marek Hrivík \| \| Juraj Slafkovský \| \| \| \| Mislav Rosandić \| \| Libor Hudáček \| \| Samuel Takáč \| \| \| | Suède Victoire 4-0 | 19 février        |  |             |
| Branislav Konrád |                  | Samuel Kňažko |                    | Tomáš Jurčo       |  | Peter Zuzin |
| Patrik Rybár     |                  | Martin Marinčin |                    | Miloš Kelemen     |  |             |
| Matej Tomek      |                  | Šimon Nemec |                    | Michal Krištof    |  |             |
| Michal Čajkovský |                  | Peter Cehlárik |                    | Kristián Pospíšil |  |             |
| Peter Čerešňák   |                  | Marko Daňo |                    | Pavol Regenda     |  |             |
| Marek Ďaloga     |                  | Adrián Holešinský |                    | Miloš Roman       |  |             |
| Martin Gernát    |                  | Marek Hrivík |                    | Juraj Slafkovský  |  |             |
| Mislav Rosandić  |                  | Libor Hudáček |                    | Samuel Takáč      |  |             |

| Sport            |   |   |   | Total |
| ---------------- | - | - | - | ----- |
| Ski alpin        | 1 | 0 | 0 | 1     |
| Hockey sur glace | 0 | 0 | 1 | 1     |

## Résultats

### Biathlon
| Athlète         | Individuel    | Individuel  | Individuel |               | Sprint   | Sprint | Sprint |
| Athlète         | Temps         | Pénalité    | Rang       | Temps         | Pénalité | Rang   |        |
| --------------- | ------------- | ----------- | ---------- | ------------- | -------- | ------ | ------ |
| Šimon Bartko    | 59 min 47 s 8 | 7 (2+3+1+1) | 88e        | 26 min 58 s 8 | 3 (2+1)  | 65e    |        |
| Tomáš Sklenárik | 58 min 8 s 1  | 5 (2+2+1+0) | 80e        | 27 min 46 s 3 | 3 (1+2)  | 87e    |        |
| Matej Baloga    | 58 min 47 s 1 | 4 (0+1+1+2) | 84e        | 27 min 41 s 3 | 1 (0+1)  | 85e    |        |
| Michal Šíma     | 54 min 9 s    | 2 (0+1+0+1) | 43e        | 27 min 2 s 3  | 1 (1+0)  | 68e    |        |

| Ivona Fialková        | 49 min 54 s 2 | 6 (0+4+1+1) | 46e | 23 min 11 s 8 | 4 (1+3) | 41e | 40 min 6 s 3  | 7 (0+4+1+2) | 36e | -            | -           | -   |
| Paulína Fialková      | 49 min 10 s 7 | 4 (0+2+1+1) | 42e | 22 min 12 s   | 1 (0+1) | 14e | 37 min 25 s 7 | 2 (0+2+0+0) | 10e | 44 min 4 s 8 | 8 (0+3+1+4) | 26e |
| Henrieta Horvátová    | 52 min 16 s 1 | 3 (0+1+1+1) | 68e | 24 min 20 s 7 | 1 (1+0) | 72e | -             | -           | -   | -            | -           | -   |
| Veronika Machyniaková | 55 min 21 s 7 | 5 (1+2+0+2) | 83e | 26 min 13 s 2 | 3 (2+1) | 86e | -             | -           | -   | -            | -           | -   |

| Athlètes                                                                 | Épreuve | Temps               | Pénalité            | Rang |
| ------------------------------------------------------------------------ | ------- | ------------------- | ------------------- | ---- |
| Šimon Bartko Tomáš Sklenárik Matej Baloga Michal Šíma                    | Hommes  | Ont concédé un tour | Ont concédé un tour | 21e  |
| Paulína Fialková Veronika Machyniaková Henrieta Horvátová Ivona Fialková | Femmes  | Ont concédé un tour | Ont concédé un tour | 19e  |
| Ivona Fialková Paulína Fialková Michal Šíma Tomáš Sklenárik              | Mixte   | Ont concédé un tour | Ont concédé un tour | 17e  |

### Bobsleigh
Le 17 janvier, l'ISBF publie la liste des quotas des pilotes avec la confirmation que la Slovaquie pourra envoyer une pilote en monobob.
| Athlètes * : pilote | Épreuve | Course 1     | Course 1 | Course 2     | Course 2 | Course 3     | Course 3 | Course 4     | Course 4 | Total         | Total |
| Athlètes * : pilote | Épreuve | Temps        | Rang     | Temps        | Rang     | Temps        | Rang     | Temps        | Rang     | Temps         | Rang  |
| ------------------- | ------- | ------------ | -------- | ------------ | -------- | ------------ | -------- | ------------ | -------- | ------------- | ----- |
| Viktória Čerňanská  | Monobob | 1 min 5 s 75 | 12e      | 1 min 6 s 41 | 15e      | 1 min 6 s 62 | 18e      | 1 min 6 s 47 | 15e      | 4 min 25 s 25 | 17e   |

### Hockey sur glace
| Compétition      | Phase de groupe      | Phase de groupe   | Phase de groupe       | Phase de groupe | Phase de groupe        | Tour qualificatif            | Quart de finale      | Demi-finale        | Finale / MB                         | Finale / MB |
| Compétition      | Adversaire Score     | Adversaire Score  | Adversaire Score      | Rang            | Adversaire Score       | Adversaire Score             | Adversaire Score     | Adversaire Score   | Rang                                |             |
| ---------------- | -------------------- | ----------------- | --------------------- | --------------- | ---------------------- | ---------------------------- | -------------------- | ------------------ | ----------------------------------- | ----------- |
| Tournoi masculin | Finlande Défaite 2-6 | Suède Défaite 1-4 | Lettonie Victoire 5-2 | 3e              | Allemagne Victoire 4-0 | États-Unis Victoire 3-2 (TF) | Finlande Défaite 0-2 | Suède Victoire 4-0 | Médaille de bronze, Jeux olympiques |             |

### Luge
La Slovaquie s'est vu attribuer au moins un quota dans chaque discipline de luge aux Jeux Olympiques et pourra s'aligner en relais mixte.
| Athlètes                                                  | Épreuve          | Course 1      | Course 1 | Course 2      | Course 2 | Course 3    | Course 3    | Course 4    | Course 4    | Total          | Total |
| Athlètes                                                  | Épreuve          | Temps         | Rang     | Temps         | Rang     | Temps       | Rang        | Temps       | Rang        | Temps          | Rang  |
| --------------------------------------------------------- | ---------------- | ------------- | -------- | ------------- | -------- | ----------- | ----------- | ----------- | ----------- | -------------- | ----- |
| Katarína Šimoňáková                                       | Monoplace femmes | 1 min 0 s 124 | 27e      | 59 s 851      | 24e      | 59 s 761    | 26e         | Éliminée    | Éliminée    | 2 min 59 s 736 | 25e   |
| Jozef Ninis                                               | Monoplace hommes | 58 s 205      | 18e      | 58 s 764      | 19e      | 58 s 856    | 23e         | Éliminé     | Éliminé     | 2 min 55 s 825 | 21e   |
| Marián Skupek                                             | Monoplace hommes | 58 min 956 s  | 26e      | 58 s 976      | 23e      | 59 s 051    | 27e         | Éliminé     | Éliminé     | 2 min 56 s 983 | 26e   |
| Tomáš Vaverčák Matej Zmij                                 | Biplace (hommes) | 1 min 0 s 138 | 15e      | 59 s 704      | 13e      | Non disputé | Non disputé | Non disputé | Non disputé | 1 min 59 s 842 | 13e   |
| Katarína Šimoňáková Jozef Ninis Tomáš Vaverčák Matej Zmij | Relais mixte     | 1 min 1 s 579 | 11e      | 1 min 2 s 338 | 8e       | Abandon     | Abandon     | Non disputé | Non disputé | -              | -     |

### Ski alpin
| Athlète       | Épreuve      | 1re manche   | 1re manche | 2e manche    | 2e manche | Total         | Total   |
| Athlète       | Épreuve      | Temps        | Rang       | Temps        | Rang      | Temps         | Rang    |
| ------------- | ------------ | ------------ | ---------- | ------------ | --------- | ------------- | ------- |
| Adam Žampa    | Slalom       | 57 s 76      | 32e        | 53 s 25      | 25e       | 1 min 51 s 01 | 25e     |
| Andreas Žampa | Slalom       | 58 s 06      | 33e        | Abandon      | Abandon   | Abandon       | Abandon |
| Adam Žampa    | Slalom géant | 1 min 5 s 86 | 21e        | 1 min 8 s 05 | 16e       | 2 min 14 s 31 | 15e     |
| Andreas Žampa | Slalom géant | 1 min 6 s 15 | 23e        | 1 min 8 s 16 | 17e       | 2 min 14 s 31 | 16e     |

| Athlète        | Épreuve      | 1re manche   | 1re manche  | 2e manche   | 2e manche   | Finale        | Finale                         |
| Athlète        | Épreuve      | Temps        | Rang        | Temps       | Rang        | Temps         | Rang                           |
| -------------- | ------------ | ------------ | ----------- | ----------- | ----------- | ------------- | ------------------------------ |
| Rebeka Jančová | Slalom       | Abandon      | Abandon     | Éliminée    | Éliminée    | Éliminée      | Éliminée                       |
| Petra Vlhová   | Slalom       | 52 s 89      | 8e          | 52 s 09     | 1re         | 1 min 44 s 98 | Médaille d'or, Jeux olympiques |
| Rebeka Jančová | Slalom géant | 1 min 6 s 56 | 48e         | Abandon     | Abandon     | Abandon       | Abandon                        |
| Petra Vlhová   | Slalom géant | 59 s 34      | 13e         | 58 s 81     | 16e         | 1 min 58 s 15 | 14e                            |
| Petra Hromcová | Super G      | Non disputé  | Non disputé | Non disputé | Non disputé | 1 min 20 s 11 | 38e                            |
| Rebeka Jančová | Super G      | Non disputé  | Non disputé | Non disputé | Non disputé | 1 min 20 s 18 | 39e                            |

| Athlètes                                               | Huitième de finale     | Quart de finale     | Demi-finale         | Finale / MB         | Finale / MB |
| Athlètes                                               | Adversaire Résultat    | Adversaire Résultat | Adversaire Résultat | Adversaire Résultat | Rang        |
| ------------------------------------------------------ | ---------------------- | ------------------- | ------------------- | ------------------- | ----------- |
| Adam Žampa Andreas Žampa Petra Hromcová Rebeka Jančová | États-Unis Défaite 1-3 | Éliminés            | Éliminés            | Éliminés            | 12e         |

### Ski de fond
| Athlète            | Épreuve                               | Classique    | Classique   | Libre         | Libre       | Total             | Total |
| Athlète            | Épreuve                               | Temps        | Rang        | Temps         | Rang        | Temps             | Rang  |
| ------------------ | ------------------------------------- | ------------ | ----------- | ------------- | ----------- | ----------------- | ----- |
| Ján Koristek       | Skiathlon hommes (15 km + 15 km)      | 44 min 6 s 1 | 51e         | 40 min 54 s 9 | 32e         | 1 h 25 min 38 s 7 | 45e   |
| Ján Koristek       | 50 km libre hommes 30 km libre hommes | Non disputé  | Non disputé | Non disputé   | Non disputé | 1 h 17 min 26 s   | 40e   |
| Peter Mlynár       | 15 km classique hommes                | Non disputé  | Non disputé | Non disputé   | Non disputé | 42 min 49 s 9     | 58e   |
| Alena Procházková  | 10 km classique femmes                | Non disputé  | Non disputé | Non disputé   | Non disputé | 33 min 18 s 2     | 65e   |
| Barbora Klementová | 10 km classique femmes                | Non disputé  | Non disputé | Non disputé   | Non disputé | 34 min 59 s 2     | 77e   |
| Kristína Sivoková  | 10 km classique femmes                | Non disputé  | Non disputé | Non disputé   | Non disputé | 36 min 12 s 6     | 81e   |

| Athlète            | Épreuve           | Qualification  | Qualification | Quart de finale | Quart de finale | Demi-finale | Demi-finale | Finale   | Finale   |
| Athlète            | Épreuve           | Temps          | Rang          | Temps           | Rang            | Temps       | Rang        | Temps    | Rang     |
| ------------------ | ----------------- | -------------- | ------------- | --------------- | --------------- | ----------- | ----------- | -------- | -------- |
| Alena Procházková  | Individuel femmes | 3 min 36 s 84  | 63e           | Éliminée        | Éliminée        | Éliminée    | Éliminée    | Éliminée | Éliminée |
| Barbora Klementová | Individuel femmes | 3 min 334 s 87 | 57e           | Éliminée        | Éliminée        | Éliminée    | Éliminée    | Éliminée | Éliminée |
| Kristína Sivoková  | Individuel femmes | 3 min 46 s 25  | 72e           | Éliminée        | Éliminée        | Éliminée    | Éliminée    | Éliminée | Éliminée |

### Snowboard
| Athlète         | Épreuve           | Qualification | Qualification | Qualification | Qualification | Qualification | Finale   | Finale   | Finale   | Finale   | Finale   |
| Athlète         | Épreuve           | Course 1      | Course 2      | Course 3      | Meilleur      | Rang          | Course 1 | Course 2 | Course 3 | Meilleur | Rang     |
| --------------- | ----------------- | ------------- | ------------- | ------------- | ------------- | ------------- | -------- | -------- | -------- | -------- | -------- |
| Klaudia Medlová | Big air femmes    | 62,25         | 51,00         | 29,75         | 113,25        | 16e           | Éliminée | Éliminée | Éliminée | Éliminée | Éliminée |
| Klaudia Medlová | Slopestyle femmes | Forfait       | Forfait       | Forfait       | Forfait       | Forfait       | Forfait  | Forfait  | Forfait  | Forfait  | Forfait  |